# كمال كامل محمد
كمال كامل محمد مواليد 8 يونيو 1945، هو لاعب كرة سلة مصري. مثّل منتخب بلاده. شارك في بطولة الرجال في دورة الألعاب الاولمبية الصيفية عام 1972.

## روابط خارجية
- كمال كامل محمد على موقع الاتحاد الدولي لكرة السلة (الإنجليزية)
- كمال كامل محمد على موقع الاتحاد الدولي لكرة السلة (الإنجليزية)
- كمال كامل محمد على موقع سبورتس رفرنس (الإنجليزية)
- كمال كامل محمد على موقع أوليمبيديا (الإنجليزية)